# Phaonia linnigii
Phaonia linnigii är en tvåvingeart som först beskrevs av Gimmerthal 1834.  Phaonia linnigii ingår i släktet Phaonia och familjen husflugor. Inga underarter finns listade i Catalogue of Life.